# SN 2010iy
SN 2010iy – supernowa odkryta 18 października 2010 roku w galaktyce E281-G14. W momencie odkrycia miała maksymalną jasność 17,70m.